# Трасянка
Трася́нка (біл. Трасянка) — змішана мова або соціолект на основі білоруської мови (аналогічний українсько-російському суржику), переважно з російською лексикою й білоруськими фонетикою й граматикою. Виникла як засіб спілкування між міськими й сільськими жителями. Тепер поширена в сільській місцевості Білорусі.

## Походження терміна
У перекладі з білоруської слово трасянка буквально означає низькоякісне сіно, коли селяни змішують, перетрушують (від білоруського трасуць, тобто трясуть) солому з сіном. Пізніше значення цього терміна «недоброякісна суміш» перенесено в сферу мови. Своє нове значення («суміш білоруської та російської мов») слово отримало відносно недавно (у другій половині 1980-х років), коли цілий ряд публікацій на сторінках літературної газети «Літаратура і мастацтва» розкритикував стан білоруської мови в радянський період. Феномен ж змішання білоруської та російської (а також російської та української, тобто суржик) мов виник і став залучати до себе увагу задовго до цього. Так, наприклад, ще в 1930-і роки Вацлав Ластовський називав це явище «чаўня». Вважається, що значну роль в популяризації терміна «трасянка» у ставленні до білорусько-російської змішаної мови зіграв білоруський політик і публіцист Зенон Позняк.
Термін «трасянка» з'явився нещодавно, тому не всі жителі теперішньої Білорусі, межуючих районів Росії, України й поготів, знають, що вона є, або усвідомлюють, що самі говорять трасянкою.

## Історія

### Змішана мова в дорадянський і ранній радянський період
Змішання російської та білоруської мов на території сьогоднішньої Білорусі має довгу історію. Причина полягає в тому, що білоруські (а також українські) землі протягом тривалого часу були прикордонними регіонами, у яких місцеві діалекти перебували в контакті з близькородинними і в той же час соціально домінантними мовами: польською та російською. Коли в кінці XVIII століття Велике Князівство Литовське зі складу Речі Посполитої увійшло до складу Російської імперії, полонізація населення і вплив польської мови послабилися. Підтвердження цьому явищу може бути знайдено в п'єсі XIX століття, написаної Вікентієм Дуніним-Марцинкевичем — «Пінська шляхта» (1866), у якому відбилися мовні тенденції того часу. А статті, що описують змішання російської та білоруської мов виявляються з початку XX століття (наприклад, в газеті «Наша Ніва»). Питання про те, чи можна називати «трасянкою» ці старі форми змішування білоруського та російського мов, є спірним, тому що в той час змішана мова не передавалася з покоління в покоління. Об'єктом публіцистичних суперечок білорусько-російська мова стала не раніше 1920-х років.

### Після Другої світової війни
Зародження феномена, яка отримав в 1980-і роки назву «трасянка», пов'язане з фундаментальними соціо-демографічних змінами, що мали місце в Білоруській Радянській Соціалістичній Республіці після Другої світової війни, а на території східних білоруських областей, можливо, ще раніше — до цієї війни. Індустріалізація Білоруської Радянської Соціалістичної Республіки привела до масової міграції робочої сили з сіл в міста. Так, якщо в 1959 році в містах проживало лише близько 31% населення республіки, то в 1990 році частка міського населення зросла до 66%. У той же час спостерігається приплив етнічних росіян з інших регіонів Радянського Союзу в БССР, де вони часто займали керівні посади в Білоруської комуністичної партії, у сфері державного управління та на державних підприємствах. У таких умовах колишні сільські жителі, носії білоруської (переважно діалектного) мови були змушені підлаштовуватися під російськомовне оточення, що, однак, не завжди вдавалося повною мірою. У результаті подібного пристосування до російської мови виникла так звана трасянка в її сьогоднішньої формі. Крім того, діти теперішніх поколінь засвоювали російську мову в якості своєї першої мови.

## Лінгвістична довідка та походження
Лексика й граматика трасянки складна й багата. Утворена вона на основі двох близькоспоріднених мов з усталеними літературними нормами.
Унаслідок негативної конотації терміна «трасянка» було запропоновано не вживати його в лінгвістичної дискусії і використовувати замість нього термін «білорусько-російська змішана мова».
Початок лінгвістичної дискусії про білорусько-російську змішану мову відноситься до першої половини 1990-х років. Відомі білоруські дослідники неодноразово відзначали спонтанний, індивідуальний, безсистемний і навіть «хаотичний» характер змішання білоруської та російської мов. Однак через відсутність корпусу змішаної мови «ранні» дебати про неї ґрунтувалися переважно на неофіційних спостереженнях. Перше емпіричне дослідження даного явища було проведено тільки на початку 2000-х років в столиці Білоруси — Мінськ.
У період між 2008 і 2013 років у рамках наукового проєкту, що проводилися мовознавцями та соціологами з Ольденбургского університету (у співпраці з Білоруським державним університетом у Мінську) було створено два корпуси спонтанної змішаної мови. Отримані в рамках даного проєкту результати підтверджують думку, що білорусько-російська змішана мова на сьогоднішній день не може бути охарактеризована як виразно стабільний на всій території Білорусі «fused lect» («змішаний код»). З іншого боку, у змішаній мові на всіх мовних рівнях спостерігаються певні стабільні моделі, характерні для всієї території Білорусі, які є або загальними для змішаної мови і одного з «мов-донорів» (білоруської або російської) або ж, навпаки, відрізняють змішану мова від обох «мов-донорів». У словниковому складі і морфосинтаксисі змішаної мови однозначно переважають російські елементи і риси. Словозміна є змішаною, і навіть у вимові помітний вплив російської мови. У цілому білорусько-російська змішана мова на даному етапі в роботах проєкту класифікується як сукупність регіональних соціолектів. Інші ж роботи продовжують описувати її як «хаотичну» і «спонтанну» форму змішання мов.

## Соціологічні характеристики змішаної мови
У соціологічній і соціолінгвістичній частині Ольденбурзького наукового проєкту з вивчення вживання змішаної мови в Білорусі були отримані серед інших наступні результати: на питання про «рідну мову» приблизно 38% з 1200 опитаних вибрали відповідь «білорусько-російська змішана мова», 49% назвали білоруську мову і 30% — російську (дозволялося вибрати кілька відповідей). Однак в якості їх «першої мови» близько 50% респондентів назвали змішану мову, 42% вибрали російську мову і 18% — білоруську (тут також можна було вибрати кілька відповідей). А в якості «основної» (тобто переважно використовується) мови близько 55% опитаних назвали російську мову, 41% — змішану мову і тільки 4% — білоруську мову.
Крім того, результати даного проєкту суперечать поширеній думці, що вживання білорусько-російської змішаної мови є показником низького рівня освіти і недостатнього володіння білоруської або російської літературними мовами. Змішана мова поширена серед білорусів з різним рівнем освіти і серед представників різних вікових груп; вона вживається паралельно з літературною мовою, у більшості випадків з російським. Ступінь наближення змішаної мови до російської або білоруської літературної мови залежить від таких факторів, як співрозмовник, місце і тема розмови і т.д. Серед молодого покоління білорусів частка вживання змішаної мови знижується на користь російської мови.

## Уживання в літературі
2018 року в Мінську вперше видано детективне оповідання Каміли Цень «Я прыду за табой у аўгусце», що написане трасянкою.